# أندرياس فالزر
أندرياس فالزر (و. 1908 – 1930 م) هو رسام، وكاتب، ومصور سويسري، ولد في خور، توفي في باريس، عن عمر يناهز 22 عاماً.